# Gustav II Adolfs staty, Göteborg
Åt

Konung

Gustaf Adolf den Store

Götheborgs grundläggare

af Stadens innevånare

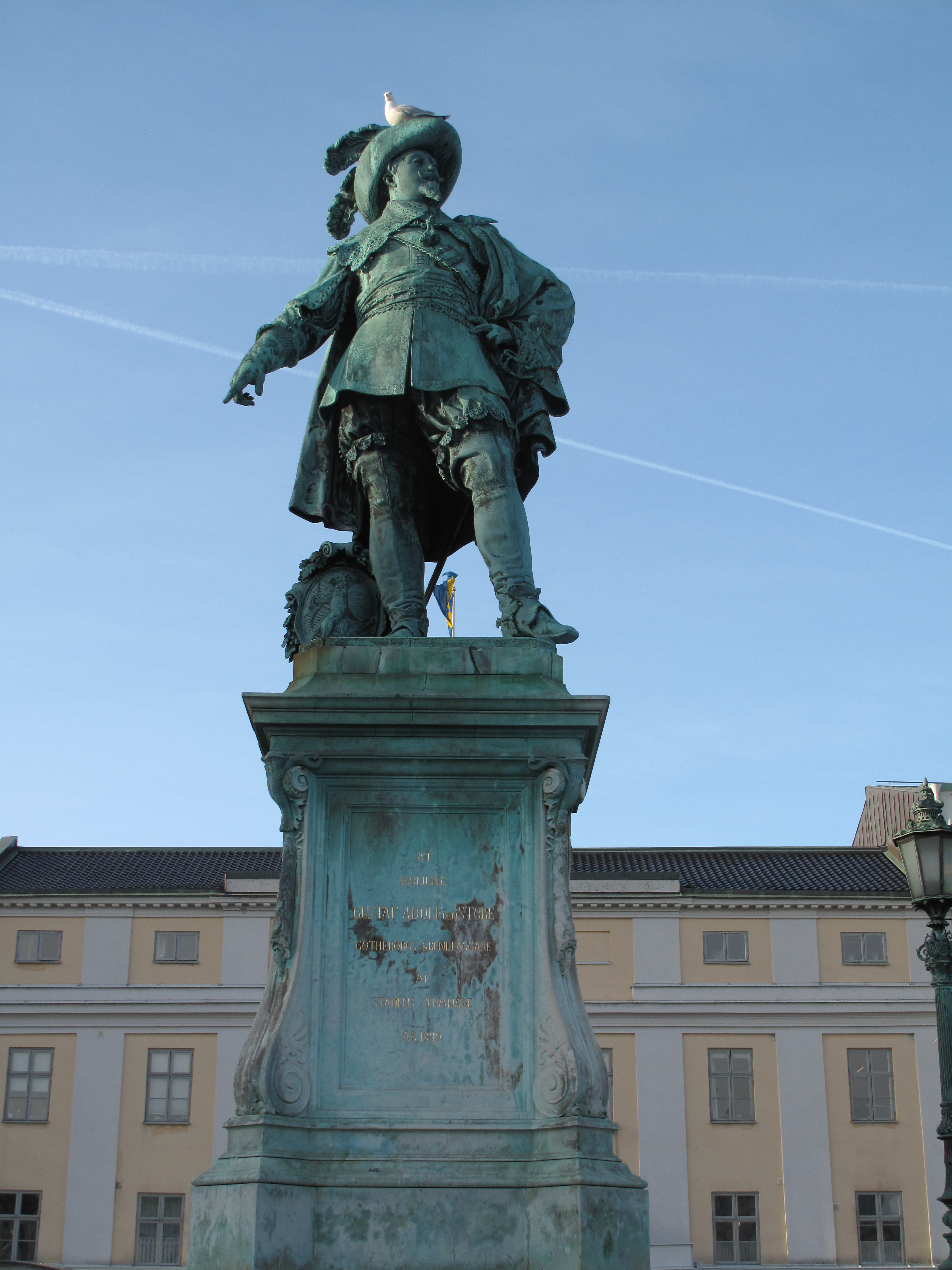
Texten på sockeln:
Åt
Konung
Gustaf Adolf den Store
Götheborgs grundläggare
af Stadens innevånare
År 1849

Gustav II Adolfs staty är en bronsstaty av Bengt Erland Fogelberg, uppförd 1854 på Gustaf Adolfs torg i centrala Göteborg. Statyn som är Göteborgs äldsta offentliga konstverk föreställer Gustav II Adolf pekande med höger hand ned mot torget samtidigt som han tittar i fjärran å andra hållet, och avbildar det tänkta tillfälle när kungen ska ha uttalat "Här ska staden ligga!", och på ett symboliskt plan representerar statyn därmed tillblivelsen av staden Göteborg. Statyn är placerad på en hög sockel i marmor ovanpå ett trappstegsformat fundament i granit.

## Historia

### Bakgrund
Den 6 juni 1845 hade en insamling gjorts för att bekosta en staty av Gustav II Adolf som skulle placeras på dåvarande Stortorget, som sedermera blev Gustav Adolfs torg. Insamlingen uppgick till 5 000 riksdaler banko. I mitten av oktober 1845 fick professor Bengt Erland Fogelberg uppdraget att förfärdiga en staty, till en kostnad av 25 000 "mark hamburger banko". Statyn skulle vara 5 ³/₄ alnar hög och gjutas i München eller Paris samt vara klar före 1847 års utgång. År 1847 ingick Fogelberg avtal med den franske konstgjutaren E. Gonon i Rom och med svensken G. Lundberg, bosatt i staden Carrara, om framtagandet av ett postament av hård carraramarmor samt transport till Livorno. Till plan och trappsteg beställdes granitblock från Flatholmen vid Lysekil, av samma sort som användes till sockeln och trapporna till den nya börsbyggnaden vid samma torg.

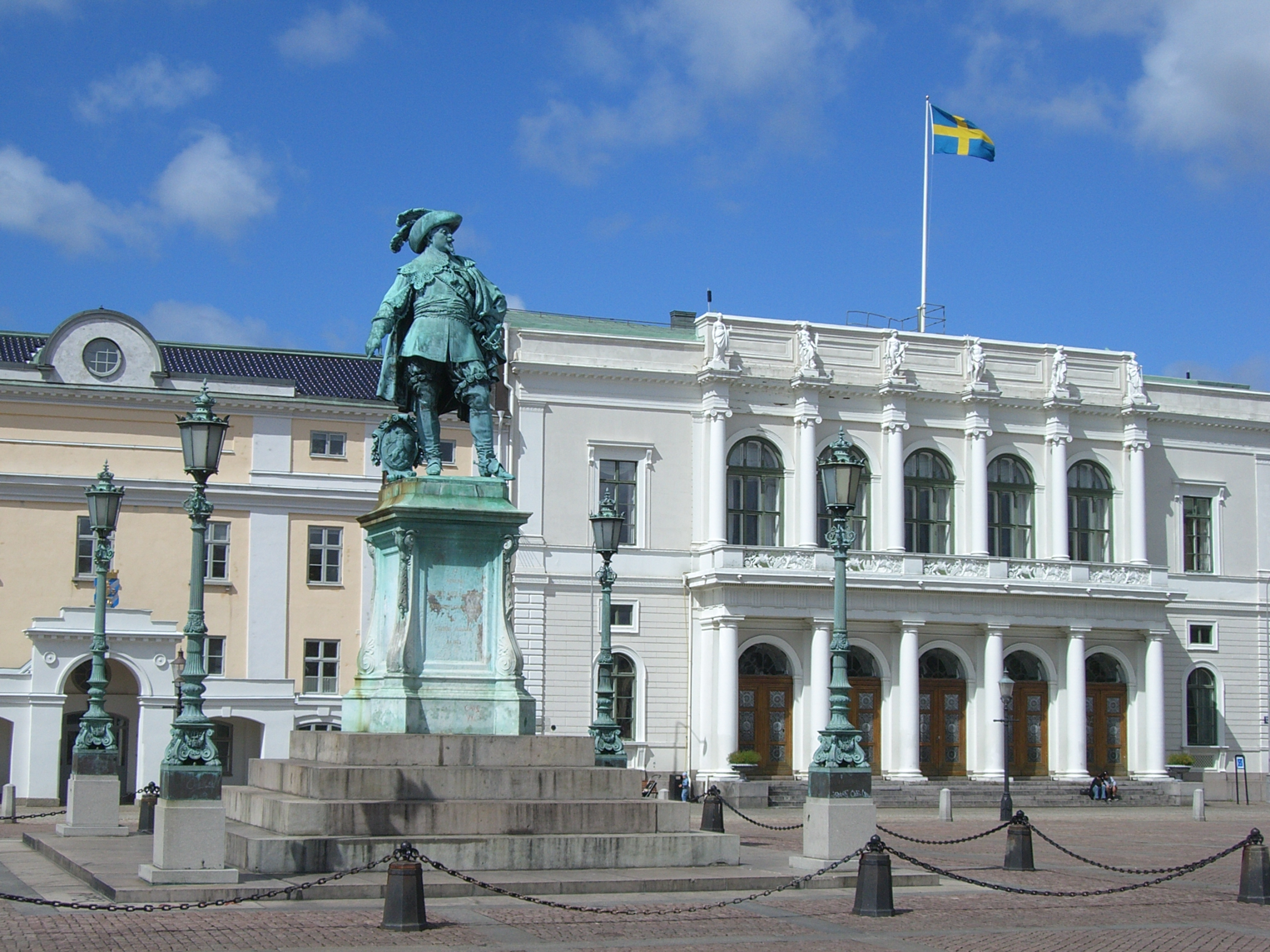
Gustav II Adolfs staty på Gustav Adolfs torg.

Under 1848 tog Fogelberg själv över arbetet samt bistod med egna medel. Först den 27 september 1849 lämnade han besked till sina uppdragsgivare att han bland annat skaffat toskansk koppar till gjutningen, men att "Först var gjutugnens material ej nog eldfast för att motstå den erforderliga värmegraden, och vidare måste kopparn och den övriga metallen smältas i små portioner under begagnande av engelska stenkol, vilket allt var både tidsödande och kostsamt, på samma gång som avbränningen uppgick till 2,000 skålpund, som sålunda ånyo måste anskaffas". Oroligheter i Rom påverkade dessutom all verksamhet som innehöll "ädlare och mindre ädla metaller" då dessa användes för nödtillverkning av mynt. Endast genom kontakter via det danska konsulatet kunde metallen i gjuteriet räddas, men arbetet låg nere i över två månader då Frankrike belägrade staden. Därefter fortskred arbetet med gjutningen, men resultatet blev dåligt med gjutskador på huvudet och hatten, kappan och plinten blev intryckt och metallen var dessutom oren och full av så kallade sandgruvor. På grund av detta inledde Fogelberg en rättsprocess mot Gonon och krävde ersättning.
Från hösten 1849 till hösten 1851 kom ingen information från Fogelberg om statyn. Han flyttade modellen till Müllers konstgjuteri i München, där en staty göts 1851 och skeppades via Hamburg till Cuxhaven, för vidare transport mot Göteborg med kapten Strömbäck på skonerten Hoppet. Fartyget strandade dock på den östra sidan av Sandön utanför Helgoland och fylldes med vatten. Besättningen och passagerarna blev räddade, och öns befolkning erbjöd sig att bärga både fartyg och last mot en tredjedel av bärgarlönen. Statyn var försäkrad utöver gjutningskostnaderna till 12 000 banko mark. Statyn låg därefter på Helgolands strand överdragen med tjära av befolkningen för att inte oxidera.
I Göteborgs Handels- och Sjöfartstidning den 5 juni 1852 fanns denna annons om auktion:"Den 10 juli detta år kommer på ön Helgoland för vedebörande räkning, den från strandade, från Hamburg till Götheborg destinerade skon. Hoppet, kapten Strömbeck, bergade Gustav Adolfs statyn af metall, att genom öppen och offentlig auktion försäljas. Detta vackra konstverk, bestämdt såsom en prydnad för Götheborg, är gjutet i München. Med undantag af att en af hattfjedrarna, ett finger och värjspetsen blifvit afbrutna, synes ingen vidare skada på detsamma; det ligger på stranden af Sandön under ett särskildt för detta ändamål uppfördt skjul, och har derigenom blifvit på det sorgfälligaste konserveradt; det väger ungefär 80 centner. Helgoland den 18 maj 1852. Eric Franz, Rathmann." Auktionen ägde rum den 10 juli samma år, och utropspriset var 10 000 mark. Man var villig att låta statyn gå för 8 000 mark, men buden stannade på 5 225 mark. Därmed blev statyn kvar i Helgoland.
Magistraten i Göteborg beslöt den 24 juli 1852 att "... sedan besked erhållits från Hamburg, att konung Gustav Adolfs statyn den dennes blivit försåld å Helgoland och av styrelsen på stället inropad, .. fattades det beslut om beställning genast hos direktören F. von Miller i München av en ny staty, vilken, enär modellen förefinnes i fullkomligt oskadat skick, bör vara hitkommen före midsommartiden nästa år." Kostnaden uppgick till 8 000 mark.

### Invigning
Hösten 1854 kom statyn till Göteborg, och invigningen inleddes klockan 10 den 18 november samma år, med salut av 32 kanonskott. Svenska Familjejournalen skriver: "Delvis hade ock staden klädt sig i festlig skrud. På stora torget voro fyra läktare uppbyggda och flaggprydda, omgifvande ett inhöljdt, högrest föremål, hvars beskaffenhet man knappt skulle kunnat gissa sig till. I stora kanalen midtför torget låg förtöjd en slup, med alla takel och tåg öfverhöljda af flaggor, liksom på elfven vid Stora bommen två större skepp. För öfrigt flaggade alla i hamnen liggande fartyg."--"Framåt klockan elfva böljade folkströmmen dit från alla håll. Alla i staden varande trupper hade der bildat fyrkant, med Vestgöta regemente i midten, ty detta regemente skulle i dag af kronprinsen erhålla nya fanor."--"De paraderande trupperna utgjordes af kommenderingar ur: Svea lifgarde (med namnen "Lützen 1632", "Landkrona 1677", "Narva 1700", "Clissow 1702", "Holofzin 1708" på fanorna), Första lifgrenadierregementet (med namnet "Lützen 1632"), Vestgöta regemente ("Skara 1611", "Skillingehed 1612", "Dirschau 1627", "Stum 1629", "Burgstall 1631", "Breitenfeld 1631", "Lützen 1632", "Clissow 1702", "Holofzin 1708"), Jönköpings regemente ("Lützen 1632" och "Malatitze 1708"), Smålands grenadierbataljon, Göta artilleriregemente och Kronprinsens husarregemente. 
Torgets läktare var fyllda med åskådare och statyn avtäcktes strax efter klockan 12 av landshövding Olof Fåhraeus och i närvaro av kronprins Karl. Fåhraeus inledningstalade med orden: "Tacksamheten har här åt stadens odödlige grundläggare rest en ärestod, som framgent skall erinra om förbindelsen till det värdiga redskap i försynens hand, varifrån detta borgerliga samhälle har sitt upphov. Må Eders Kunglig Höghet avtäcka statyn." Även avdelningar av alla de svenska regementen, som deltagit i slaget vid Lützen, paraderade på torget. 

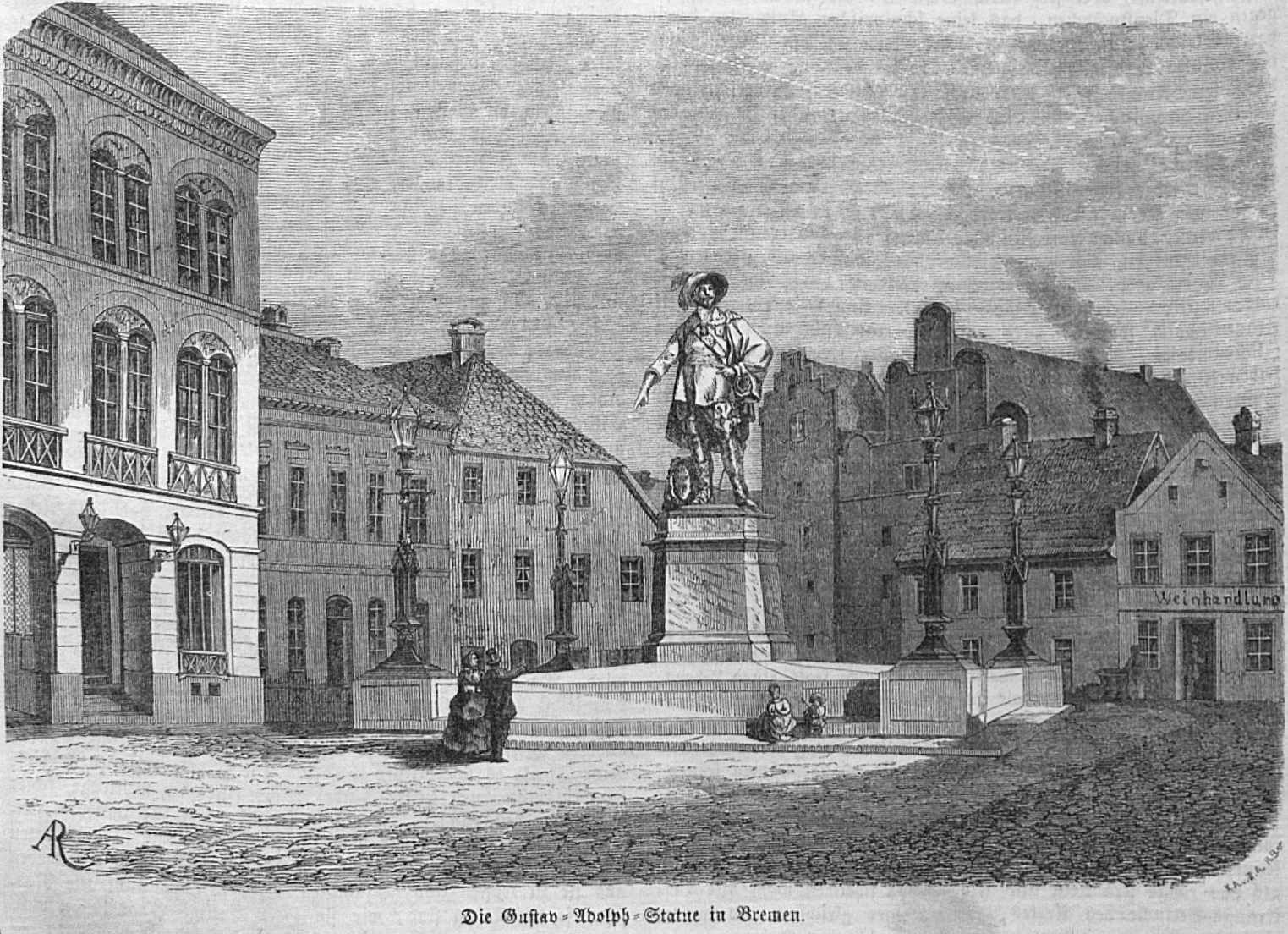
Illustration av Bremen-statyn

Fogelberg hade rest hem från Rom för att medverka i festligheterna. Det var först meningen att den skulle ha avtäckts på Gustav II Adolfs dödsdag den 6 november, men avtäckningen fick senareläggas eftersom Fogelberg då skulle närvara vid invigningarna av Birger Jarls staty och Karl XIV Johans staty, bägge i Stockholm. Efter festligheterna i Göteborg reste Fogelberg vidare till Italien, där han avled i Triest den 22 december.
Det först gjutna exemplaret utbjöds på auktion och ropades in av myndigheterna i Hamburg, men senaten i staden vägrade resa den av politiska skäl. Därefter såldes statyn till "tretton handlare och en badläkare" i Bremen för 4 500 mark och ställdes upp vid Domsheide, nära Rådhusplatsen i stadens centrum. År 1942 konfiskerades statyn av riksmarskalk Hermann Göring och smältes ned till den tyska krigsindustrin.
Platsen hette Stora Torget när statyn restes, men namnändrades sedermera till Gustaf Adolfs Torg.

## Sånger vid avtäckningen
Inledning
Allsvåldige, se till stad och land,
Ditt vinträd kom att besöka,
Håll det vid makt. Hvad din högra hand
Planterat, du själv föröka.
Vid avtäckningen
Sköra betäckning, fall! och blotta för dagens lystna blick
I ett nu det milda anletets glans, hur det ler i odödeligt herrskareskick.
O, huru lyser klar den frid som ej jordisk spira ger!
Oförgänglig ära, lån ifrån himmelen, gjuter i eviga strålar sig ner.
Öfver den höga, fria panna
Saliga, rika vågor stanna:
Saliga vågor
Himmelska lågor
Gjuta i eviga strålar sig ner.
Se, huru framtidsdiger
Spanar hans blick i obygd strand
Vallar och torn — och en stad uppstiger
Och samlar sig folk ur friaste land.
Männen på berget invid hans sida
De se till hafvet; han längre ser.
Dyrt är för frihet strida:
Ädlaste blod han för friheten ger.
Efter avtäckningen (baserad på psalmen Förfäras ej du lilla hop)
"Förfäras ej, du lilla hop!"
Du, Gustaf, sjöng, då oväns rop
Omkring dig hördes skalla.
Han gladdes åt din undergång:
Men se, hans glädje blef ej lång:
Gud lät ditt mod ej falla.
Din sak är guds: gack i ditt kall
Och i hans hand dig anbefall,
Så räds du ingen fara.
Hans Gideon ska än bli spord,
Som Herrans folk och Herrans ord
Skall manligen försvara.
Slutsång
En bön må vi begära:
Du ärliga Göta blod,
Bevara din heder och ära,
Behåll ditt friska mod.
Utvälj den sköna kronan,
Som är ett hederligt namn,
Ärft af de gamla fäder:
Dess rykte oss ännu gläder;
Det klingar i alla land.
Mellan den 1 juni och 26 oktober 1864 var Gustaf Adolf-statyn flyttad från sin plats för grundläggningsarbeten, då statyn sjunkit något.

## Bildgalleri

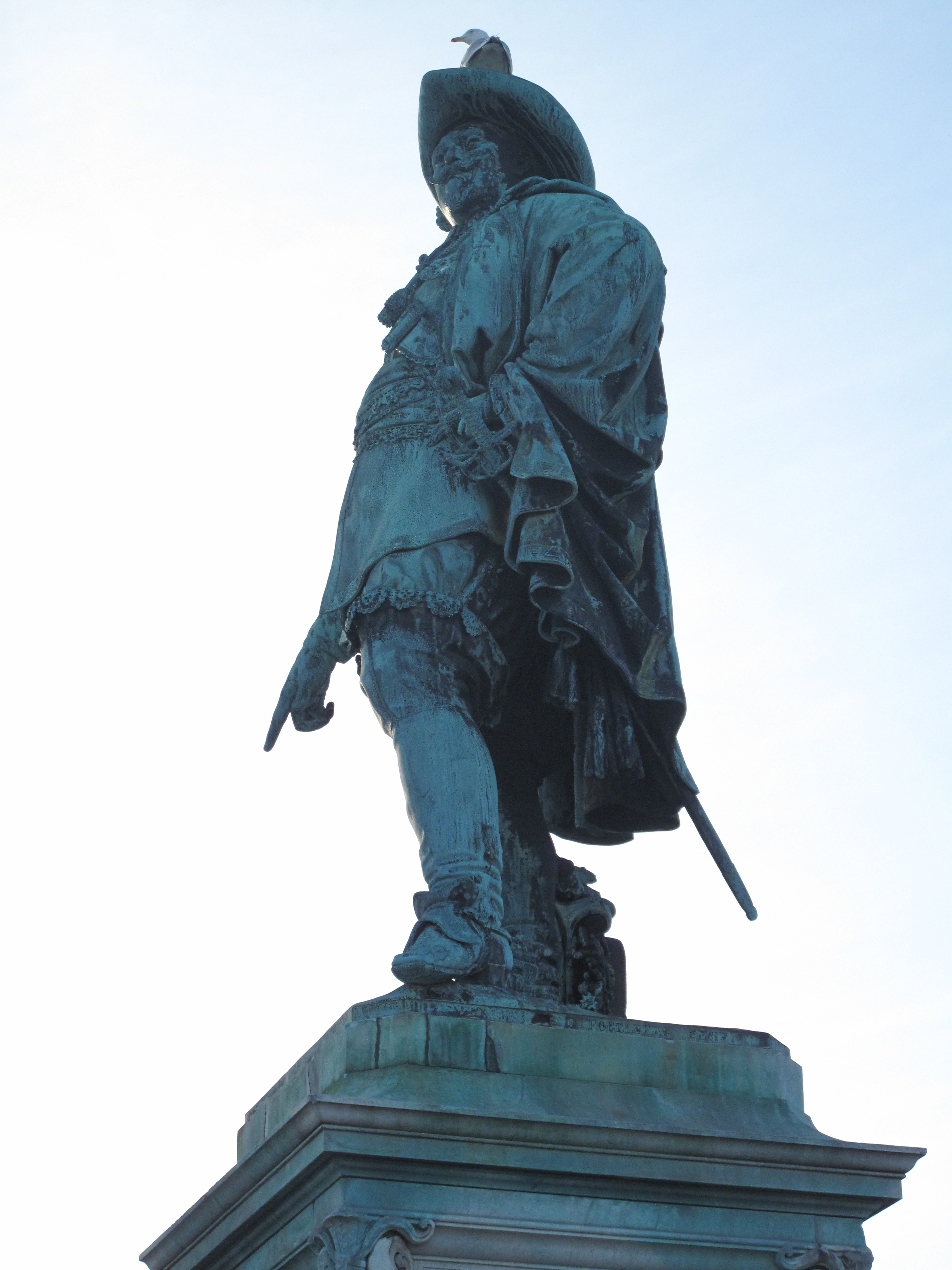
Märkning på sidan av statyn: B.E. Fogelberg fecit (latin för har utfört det).
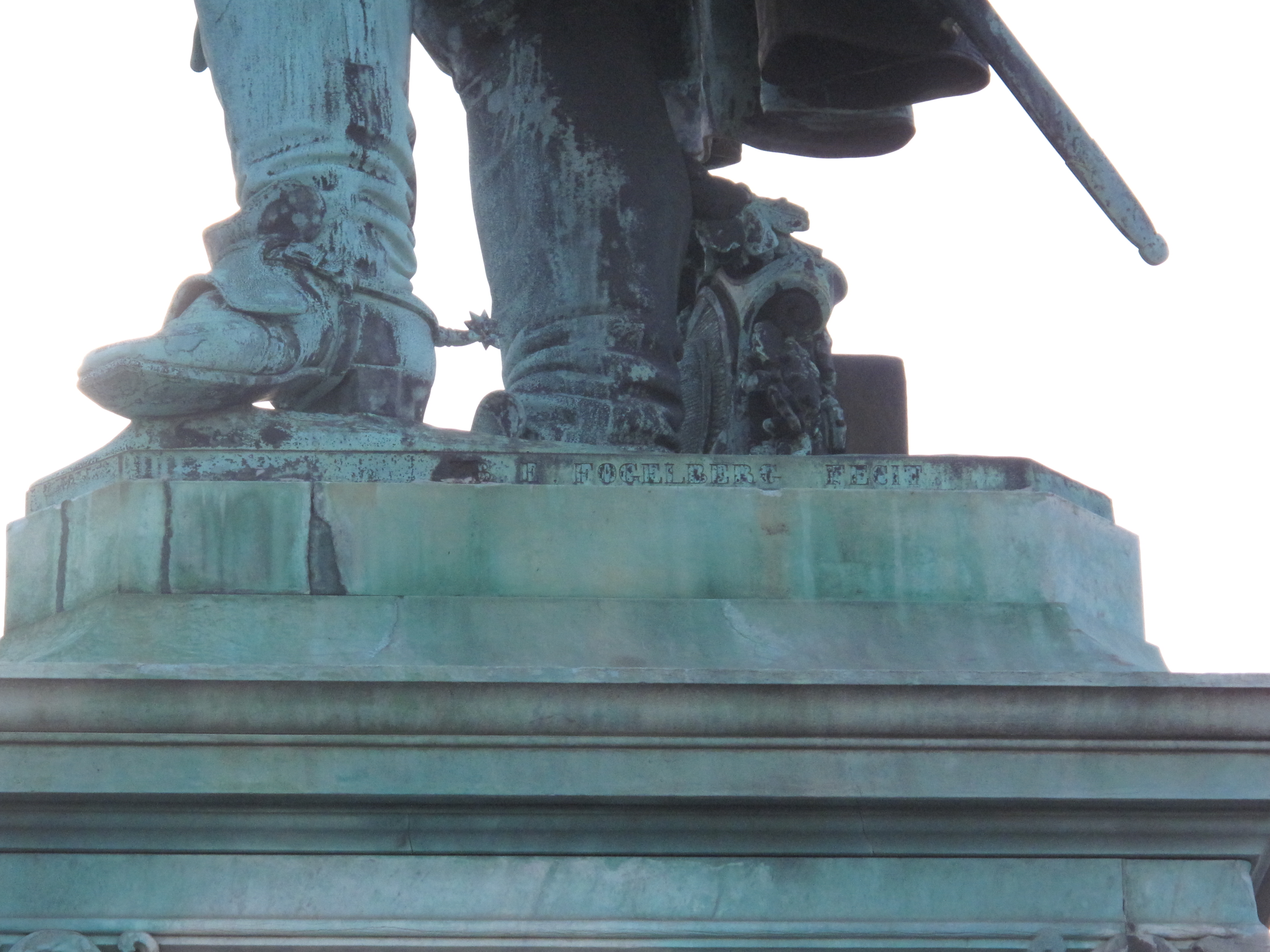
Märkningen i närbild.
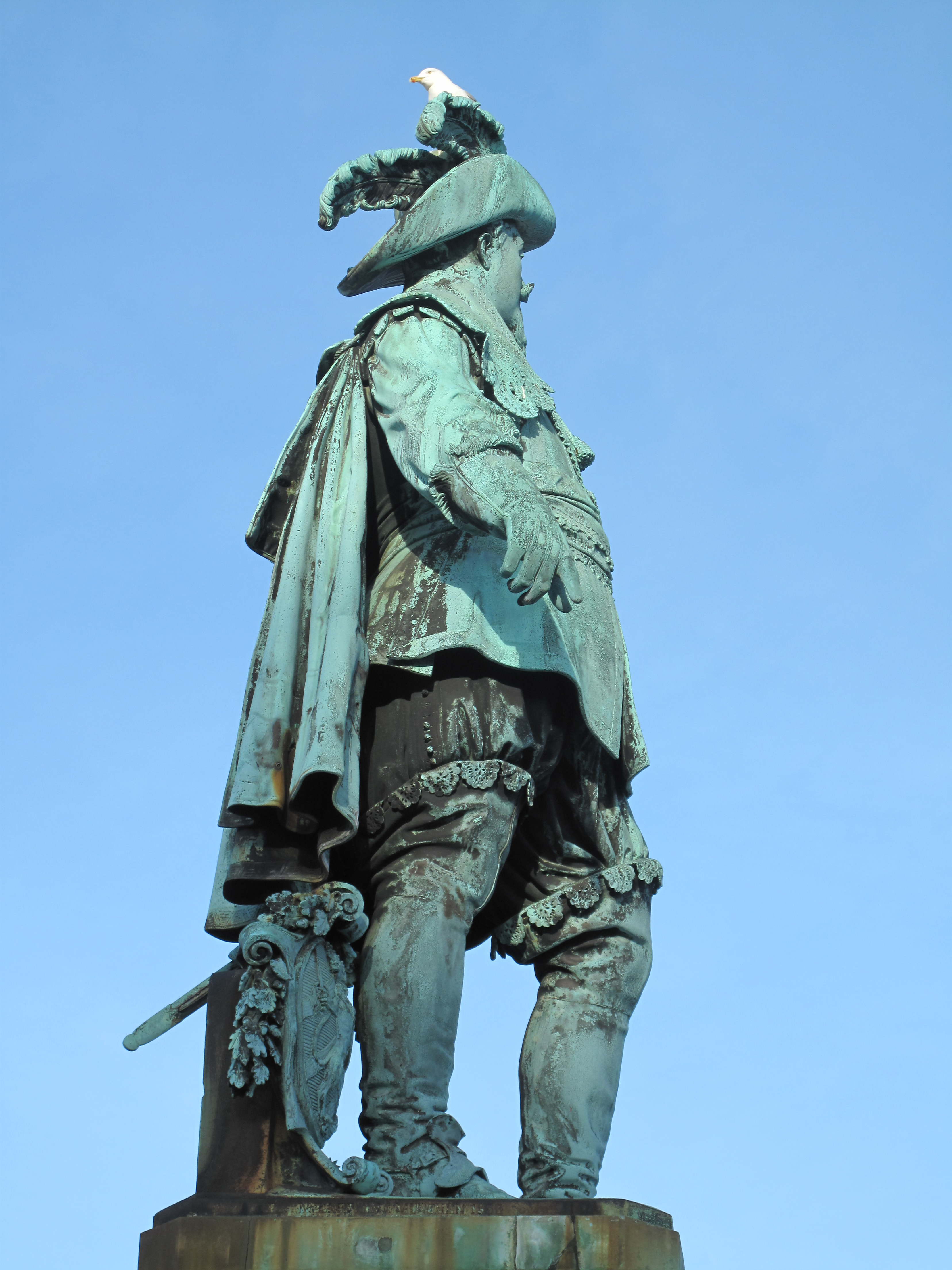
Märkning på sidan av statyn: E. Müller München 1853.
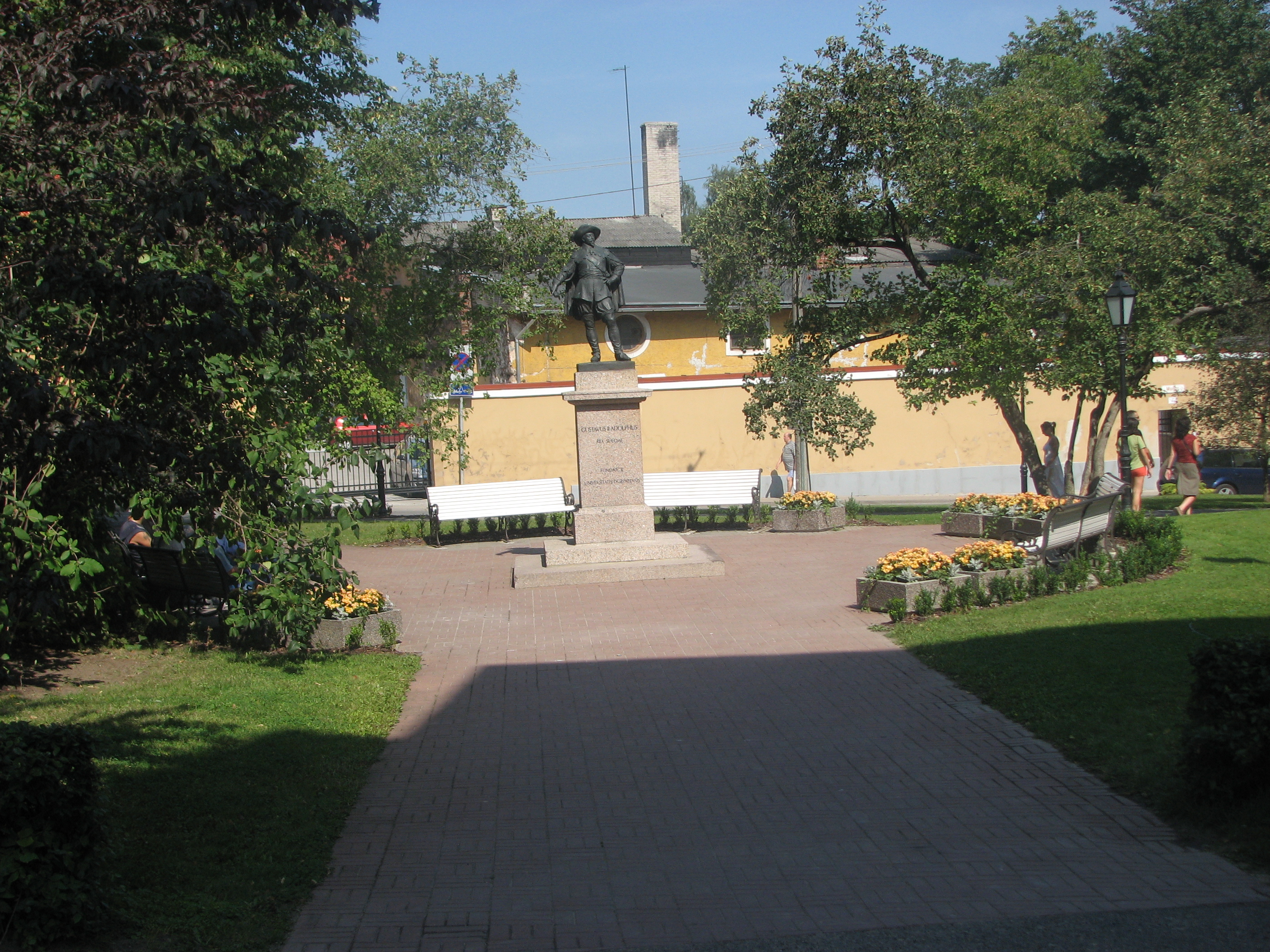
Kopia i Tartu.